# Гао Мін-хо
Гао Мін-хо (кит.: 高銘和; піньїнь: Gāo Mínghé; народився у 1949), також відомий під псевдонімом Макалу Гау (Makalu Gau) — тайваньський альпініст, фотограф⁣, а також мотиваційний оратор.

## Біографія
Гао народився в 1949 році в районі Жуйфан, повіту Тайбей (нині Новий Тайбей), Тайвань. Його рідне місто розташоване в гірській місцевості, тому він зацікавився альпінізмом, а також фотографуванням гір. У 1991 році, коли він вперше відвідав Тибет, його вразила велич кожної гори там. Після повернення на Тайвань він вибрав 100 гір у материковому Китаї, зібрав їхню інформацію в книгу та запропонував кільком видавництвам проєкт фотографування 100 Великих гір Китаю. Зрештою, лише один видавець погодився співпрацювати, навіть запропонувавши аванс на авторські права. Щоб скористатися цією рідкісною можливістю, Гао звільнився з роботи інженера-будівельника та в 1993 році він вирушив у подорож, щоб сфотографувати 100 гір, плануючи підкорити всі 100 вершин протягом п'яти років, але встиг за цей час підкорити лише 20.
Першу спробу сходження на Еверест Гао здійснив ще у 1992, але був змушений повернутися через снігову бурю.
У 1995 році ледь не загинув на Деналі, очолюючи сходження команди з семи альпіністів. Експедиція була невдалою. Через негоду альпіністам довелося отаборитися на висоті 5910 метрів. Наступного дня четверо з них змогли спустилися на 610 метрів і звідти викликати допомогу. Двоє з них страждали на обмороження, і їх довелося евакуювати гелікоптером. У верхньому таборі 29-річний Чіу Жуй-Лін помер до прибуття рятувальників, інших спустили нижче горою і також евакуювали повітрям до лікарні.

## Катастрофа на горі Еверест 1996 року
У 1996 році Гау вирушив на Еверест. Разом з напарником Чен Юй Наном і командою шерпів вони 9 травня досягли Табору III (7200 метрів). Але вночі раптово сталася катастрофа: Чен виповз з намету, втратив рівновагу та впав з 24 метрів крутим схилом у розколину. Шерпи швидко витягли його, і хоча спочатку він казав, що почувається добре, вранці поскаржився на погане самопочуття і невдовзі раптово помер.
10 травня Гау продовжив сходження разом з учасниками експедицій Mountain Madness і Adventure Consultants, він досяг вершини на близько 15:00, тобто пізніше запланованого часу повернення 14:00. На спуску він потрапив у хуртовину, через яку врешті загинуло вісім альпіністів. Страждаючи від виснаження та з вичерпаним запасом кисню, Гау не зміг продовжувати спуск та залишився на горі з Лопсангом Джангбу Шерпою та керівником експедиції «Mountain Madness» Скоттом Фішером, який також перебував у фізичному нездужанні через висотний набряк мозку. Зрештою Лопсанг спустився, щоб знайти допомогу, залишивши Гау та Фішера лежати за кілька метрів один від одного.
Гау пізніше згадував, що провів ніч, намагаючись не заснути. До того ж він лежав на схилі та був змушений час від часу рухатися, бо зісковзував вниз. Вранці, коли буря вщухла, їм на допомогу прибула команда шерпів на чолі з Тенцингом Нурі, але Фішер був вже при смерті, тому вони зосередилися на порятунку Гау, зумівши доставити його назад до Табору IV. Зрештою Фішер помер на горі; його тіло знайшов його партнер по скелелазінню Анатолій Букреєв, і воно залишається на Евересті донині.
Гау та альпініста з «Adventure Consultants» Бека Везерса, який також страждав від обмороження та переохолодження після холодної ночівлі на горі, за допомогою інших експедиційних команд довели до Табору II. Обох чоловіків евакуювали за допомогою гелікоптера, що стало однією з найвищих рятувальних операцій з застосуванням вертольота. Везерс поступився своїм місцем, щоб Гау могли евакуюватися першим. Він провів 10 місяців у лікарні, переніс 15 операцій, в ході яких йому ампутували пальці рук і ніг, частину стопи та ніс..

## Пізніша діяльність
Не залишаючи свою мрію сфотографувати 100 гір, одужавши, Гао прибув до Тибету в 1998 році. Станом на 2017 рік він сфотографував 75 гір.
Гау продовжував займатися скелелазінням, а у 2007 році повернувся на Еверест.

## Книги
- 《一座山的勇氣》. 寶瓶文化事業有限公司 [Aquarius Publishing Company]. 2009. ISBN 9789866745775.